# بورنت پیروشه
بورنت پیروشه (به لهستانی:  Boręty Pierwsze) یک روستا در لهستان است که در گمینا لیخنووه واقع شده‌است. بورنت پیروشه ۱۸۰ نفر جمعیت دارد.